# Imitatie (muziek)
Imitatie (uit het Latijn: imitatio = nabootsing) is de herhaling van een muzikaal motief, een frase of thema van de ene "stem" in een andere "stem". De imitatie kan zowel op dezelfde als op een andere toonhoogte plaatsvinden.
Muziektheoretici gebruiken het woord vooral in de engere betekenis van thematische of motivische imitatie. Maar imitatie kan ook betrekking hebben op de vorm of structuur, en kan als kenmerk of stijlfiguur toegepast worden. Imitatie komt in vele stijlen en perioden van de muziek voor.

## Soorten imitatie
Imitatie komt in diverse vormen voor:

### Thematisch/motivisch
Doorgaans wordt een passage "imitatief" genoemd wanneer de herhaalde passage vlak na de originele volgt in een andere stem, of daarmee gedeeltelijk overlapt. Ook wordt de term muziektheoretisch gebruikt voor echo-achtige of dialoogachtige herhalingen tussen afzonderlijke stemmen.
Wanneer het materiaal (het intervalverloop en ritme) van de tweede stem exact dat van de eerste stem nadoet gedurende enige tijd spreekt men van een canon. Als een geheel stuk is gebaseerd op de imitatie van een enkel redelijk omlijnd thema in een sterk tonale context worden ook de termen fuga en fugato gebezigd.
In de muziektheorie wordt de term "imitatie" dan ook doorgaans gereserveerd voor het incidenteel voorkomen van het middel als stijlelement in polyfone situaties, maar juist vooral in werken die van nature niet direct contrapuntisch of polyfoon geconcipieerd zijn.
Het is het belangrijkste middel in polyfone (meerstemmige) muziek, waarbij de ene stem een thema of motief van de andere imiteert, hetzij letterlijk, hetzij vrij (bijvoorbeeld getransponeerd, of ritmisch gevarieerd). Komt een thema in alle stemmen voor, dan spreekt men van 'doorimitatie'. De strengste vorm van imitatie is de canon. In andere muziek kan ook thematische of motivische imitatie voorkomen, zoals in symfonieën en sonates, waarbij een thema of motief eenvoudigweg imitatoir of sequensmatig herhaald wordt. Ook in jazzmuziek vindt letterlijke of vrije imitatie op basis van motieven of thema's vaak plaats tijdens een improvisatie.

### Vorm-imitatie
Veel werken zijn structureel gebaseerd op vorm-imitatie. Bekende voorbeelden zijn composities die op een vast stramien worden gebaseerd zoals de sonatevorm, de suite, de liedvorm, of waarin een totale vorm al dan niet streng wordt geïmiteerd. In extremo geschiedt dit in bijvoorbeeld de 'Sonatine Bureaucratique' van Erik Satie, die een bijna letterlijke imitatie is van Muzio Clementi's 'Sonatine in C-groot'. Een ander voorbeeld is de imitatie van een koraal in 'Anathema', een werk van Peter Schat. De componist Darius Milhaud gebruikt in zijn werken veelvuldig vorm-imitaties van dansvormen en combineert bijvoorbeeld polyritmisch een mars met een wals of een tango met een sarabande.

### Stijl-imitatie
Wat voor vorm geldt geldt ook voor stijl. Veel componisten imiteren stijlen uit andere tijden of gebieden. Bekende voorbeelden zijn te vinden in de werken van Johann Sebastian Bach, die dikwijls teruggrijpt op stijlen uit bijvoorbeeld Italië of Frankrijk, of op stijlen die in de Renaissance bloeiden, of op volksmuziekelementen. In de klassieke periode werd vaak de polyfone barokstijl geïmiteerd. Ook in de romantiek en de modernere periodes werd veelvuldig op stijlen uit eerder perioden teruggegrepen. Francis Poulenc was een meester in het imiteren van bijvoorbeeld klassieke stijlen (Mozartiaans) of gamelanmuziek (in zijn concert voor twee piano's bijvoorbeeld). Van Poulenc wordt ook beweerd dat hij zichzelf imiteerde uit zelfspot.

### Buitenmuzikale imitatie
In veel programmatische muziek komt imitatie voor in andere vorm: geluiden uit de natuur (vogelgeluiden bijvoorbeeld) worden door instrumenten geïmiteerd. Zo wordt in "De Moldau" van Bedřich Smetana het kabbelende water door fluitenloopjes nagebootst.

### Instrumentale imitatie
Soms wordt op een bepaald muziekinstrument een ander instrument geïmiteerd, zoals een fluit op een viool (door middel van flageoletten, flautando spel), of een heel orkest op een piano. Ook wordt op een orgel vaak met imitatie van andere instrumenten (via orgelregisters) gewerkt, zoals de hobo, fluit, of vox humana (de 'menselijke stem'). Ook de menselijke stem zelf wordt soms ingezet om muziekinstrumenten te imiteren (te denken is o.a. aan het nadoen van drumstellen, fluiten, trompetgeluid e.d.).

### Na-aping
Van imitatie kan voorts sprake zijn in geval van bijvoorbeeld plagiaat-situaties, waarbij een bestaand muziekwerk (een origineel) letterlijk wordt overgenomen, of vrijer wordt geïmiteerd, gearrangeerd, geadapteerd of getranscribeerd. Zie in dit verband ook Cover (muziek).

### Imitatie in hetmuziekonderwijs
In muziekmethoden wordt dikwijls uitgegaan van imitatie (voordoen-nadoen) als leermiddel (meespeel-cd's, maar ook duetten tussen leraar en leerling). Een bekende methode is de Suzukimethode waarin groepsgewijs de leerlingen de leraar naspelen.

## Geschiedenis
Imitatie kent een lange geschiedenis. Het kwam reeds voor in de organa van de Notre Dame school (bijvoorbeeld bij Perotinus' Sederunt), in de conductus (bijvoorbeeld Procurans odium) en in motetten (S'on me regarde/Prenez en garde/Hé mi enfant) en het verschijnt af en toe als organiserende procedure (zoals in de eerste Tanquam clausula in I-Fl Plut.29.1, f.47v).
De techniek was intrinsiek in bepaalde middeleeuwse vormen, als de Rota (bijvoorbeeld Sumer is icumen in), de Italiaanse Trecento Caccia en de gerelateerde Franse Chasse.
In de vroege renaissance was imitatie een van de vele contrapuntische technieken, die bijvoorbeeld door Johannes Ciconia en Hugo de Lantins werden toegepast, maar het werd steeds belangrijker na midden 15e eeuw. De generatie van Josquin Des Prez, Loyset Compère en Heinrich Isaac maakten dat imitatie en basisgereedschap van veel van hun werken, in het bijzonder de paarsgewijze imitatie, werd.
Tegen het midden van de 16e eeuw werd de techniek van 'door-imitatie' (Adriaan Willaert, Clemens non Papa, Nicolas Gombert en Cristóbal de Morales) een belangrijk structureel compositorisch principe.
Gomberts Super flumina Babylonis en Giovanni Pierluigi da Palestrina’s Sicut cervus desiderat bijvoorbeeld bestaan uit opeenvolgende 'punten' van imitatie, elk met eigen woorden, waarbij elk punt na het vorige als het ware in de staart bijt van de vorige contrapuntische textuur.
Imitatie was een belangrijk organisatieprincipe in de 16e-eeuwse muziek, met name in de vormen als het Capriccio, de Ricercare en de Canzona die niet van dans- of theatrale muziek af waren geleid. Het middel imitatie (apart van canon en fuga) heeft zijn waarde in de muzikale taal behouden als middel om eenheid te scheppen, vooral ook in atonale muziek van de 20e eeuw, maar ook om variatie te scheppen in de weergave van een thema of om een psychologisch effect op de luisteraar te geven.

### Imitatie in theoretische geschriften
In geschriften over muziektheorie verscheen imitatie voor het eerst als begrip bij Ramis de Pareia (Musica practica, 1482), die het zowel bij strikte als vrije herhalingen van intervalopeenvolgingen hanteerde. Pietro Aaron (De institutione harmonica, 1516) definieerde 'fuga' en 'imitatio' in één alinea alsnog ze onderling uitwisselbaar waren, maar later (Lucidario, 1545) verklaarde hij dat imitatie een qua intervallen niet exacte herhaling hoefde te zijn (terwijl de fuga strenger daarin was).
Gioseffo Zarlino (Le istitutioni harmoniche, 1558, iii) omschreef imitatie als het bredere spectrum compositietechnieken waarvan de fuga een deelverzameling was: enkel wanneer de tweede stem op perfecte intervallen inzette (unisono, op de kwart en kwint of octaaf) werd door hem de term fuga gehanteerd. Zarlino en andere 16e-eeuwse theoretici gebruikten ook de term 'imitatio' voor de procedure die tegenwoordig als "parodie" bekend is.
In 1622 definieerde Lodovico Zacconi (Prattica di musica, seconda parte, iv) duidelijker "imitatie" zoals het tegenwoordig wordt gebruikt in de muziektheoretische betekenis: hij paste het toe in situaties waar de leidende stem gevolgd wordt in meer algemene wijze door een tweede stem die nadoet wat de eerste deed, en Henry Purcells editie van John Playford’s Introduction to the Skill of Music (1694) refereert aan imitatie als "een klein soort fugering die in enige tonen (globaal intervallen) voor kan komen". Purcells definitie werd weer tenietgedaan door het onderscheid tussen fuga en imitatie dat Jean-Philippe Rameau maakte in zijn Traité d’harmonie (1722), die aanbeval dat de term 'imitatie' diende te worden gebruikt voor beperkte en voornamelijk decoratieve toepassing van het stijlmiddel. Theoretische discussies in de 19e en 20e eeuw gaan dan ook voornamelijk over de historische betekenis als voornaam compositioneel procedé van de renaissance en de barok.